# Чухурмехле
Чухурмехле (азерб. Çuxurməhlə) — село в Агдамском районе Азербайджана.

## История
В 1926 году согласно административно-территориальному делению Азербайджанской ССР село относилось к Агдамскому уезду. После реформы административного деления и упразднения уездов в 1929 году вошёл в состав Агдамского района Азербайджанской ССР.
В июле 1993 года бо́льшая часть территории района, включая село Чухурмехле перешла под контроль непризнанной НКР армянских сепаратистов.  

### Современный период
После окончания вооружённого конфликта в Нагорном Карабахе было подписано Заявление о прекращении огня, по условиям которого 20 ноября 2020 года вся территория Агдамского района была возвращена Азербайджану.

## См.также
- Гаджымамедли